# National Postal Museum (Washington)
Pour les articles homonymes, voir National Postal Museum.
Le National Postal Museum (« musée postal national » en français) est un musée consacré à l'histoire postale des États-Unis. Ouvert en 1993 dans la capitale fédérale Washington, il est le fruit d'un accord entre l'United States Postal Service, opérateur postal historique du pays, et la Smithsonian Institution.

## Historique

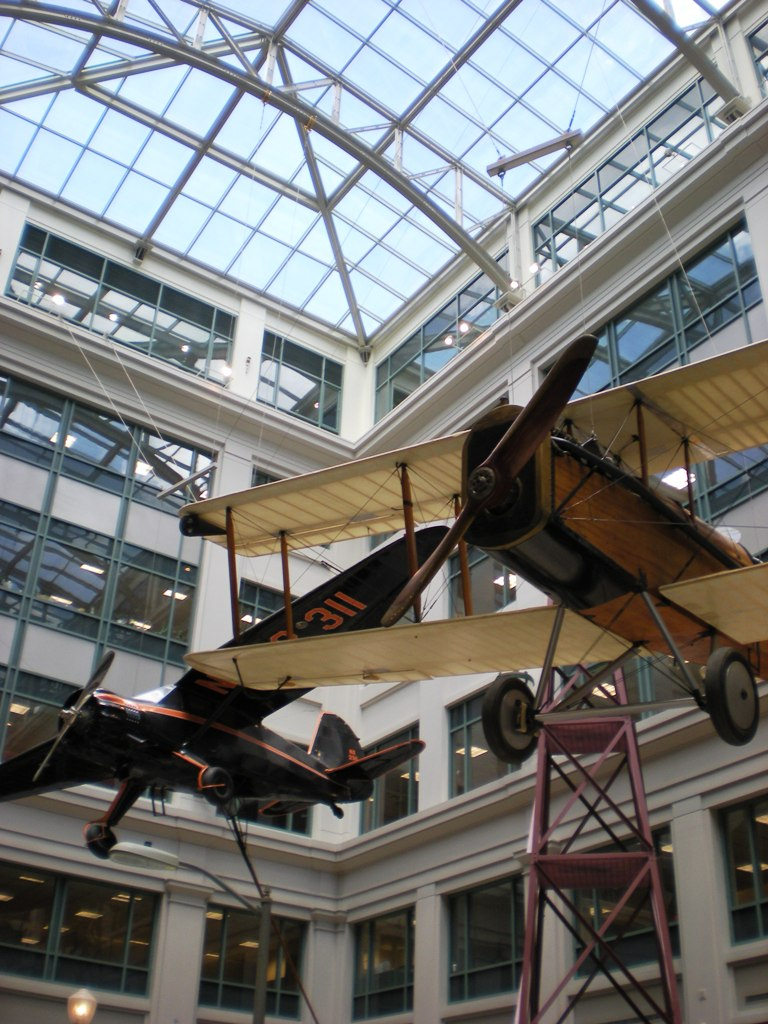
Un Stinson Reliant SR-10 (noir) et un De Havilland DH-4B (bois) suspendus au plafond, au musée national de la poste.

La Collection philatélique nationale a commencé à être constituée par la Smithsonian Institution à partir de 1886 grâce à des dons d'individus ou de puissances étrangères, et des transferts de timbres et de documents par le gouvernement des États-Unis.
De 1908 à 1963, la collection est exposée dans l'Arts and Industries Building, un des musées du Smithsonian sur le National Mall. En 1964, elle est incluse dans le musée national d'histoire américaine, avant d'entrer dans l'actuel National Postal Museum, ouvert le 30 juillet 1993.
Ce musée est issu d'un accord conclu le 6 novembre 1990 entre le Smithsonian et l'United States Postal Service. L'opérateur postal fournit par exemple la majorité du budget de fonctionnement.
Il bénéficie également de dons privés. Le plus important est annoncé en septembre 2009 : l'homme d'affaires William H. Gross donne huit des dix-huit millions de dollars nécessaires à la création d'une galerie d'exposition d'un millier de mètres carrés qui portera son nom,.

## Situation
Situé près de la gare de Washington Union Station, le bâtiment du musée était le bureau de poste principal de Washington de 1914 à 1986, sur les plans de la compagnie d'architectes Ernest R. Graham (en) and Burnham. Le poème « The Letter » de Charles William Eliot (1834-1926), modifié par le président Woodrow Wilson, est sculpté sur le bâtiment :
« Messenger of Sympathy and Love

Servant of Parted Friends

Consoler of the Lonely

Bond of the Scattered Family

Enlarger of the Common Life

Carrier of News and Knowledge

Instrument of Trade and Industry

Promoter of Mutual Acquaintance

Of Peace and of Goodwill Among Men and Nations »
Le musée occupe 7 000 m2 du bâtiment qui est également le siège du bureau des statistiques du département du Travail des États-Unis. Environ un tiers de cette surface est consacré à l'exposition des collections comprenant des timbres-poste et leur matériel d'impression, mais également des véhicules postaux et des équipements de postiers.
Le musée dispose également d'une bibliothèque philatélique ouvert au public.

### Sources de l'article
- Site officiel du National Postal Museum